# San Miguel de Allende
 (novembre 2024).
Si vous disposez d'ouvrages ou d'articles de référence ou si vous connaissez des sites web de qualité traitant du thème abordé ici, merci de compléter l'article en donnant les références utiles à sa vérifiabilité et en les liant à la section « Notes et références ».
Pour les articles homonymes, voir San Miguel et Allende.
San Miguel de Allende est une ville du Mexique, située dans l'État de Guanajuato. En 2008, elle a été classée au patrimoine mondial de l'humanité de l'UNESCO.
La ville fortifiée, établie au XVIe siècle pour protéger la route intérieure royale, a atteint son apogée au XVIIIe siècle quand de nombreux édifices religieux et civils ont été construits dans le style baroque mexicain.

## Sites touristiques

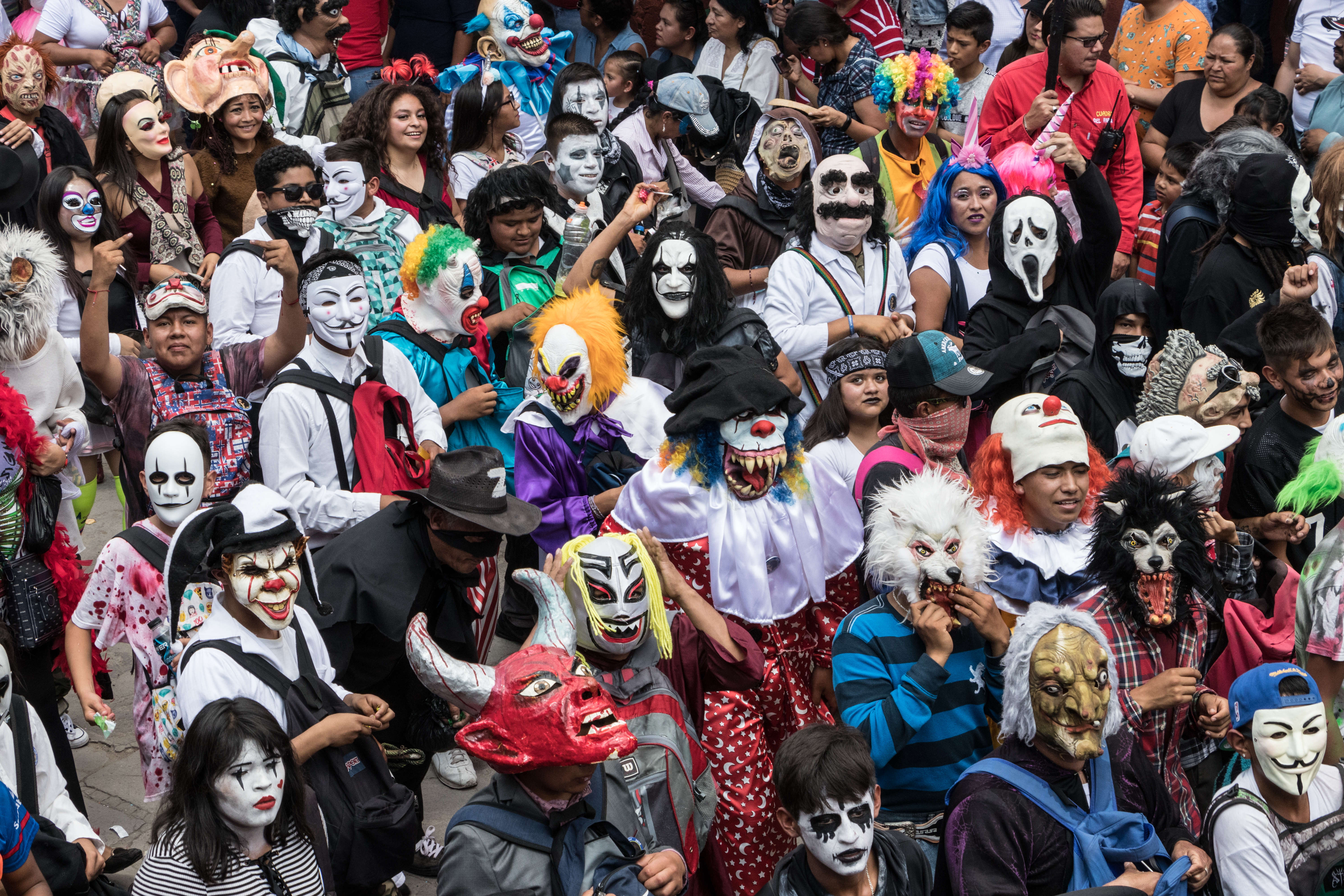
Défilé des fous (es) à San Miguel de Allende. Juin 2018.

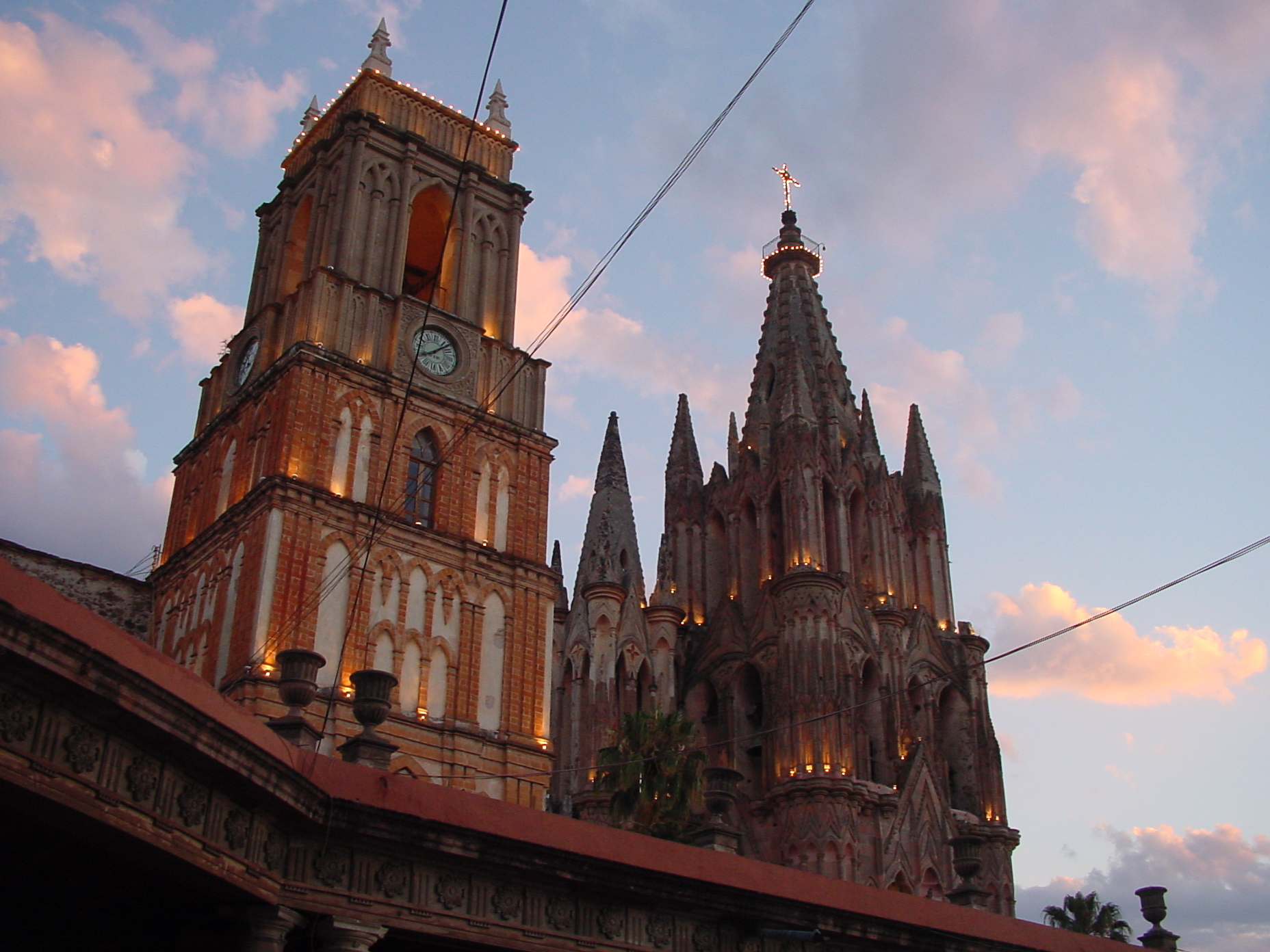
L'église paroissiale de San Miguel est un exemple de l'architecture baroque.

Le 1er novembre 2013, la ville a été nommée par le magazine CondeNast Traveler numéro un parmi vingt-quatre villes réputées pour leur contribution culturelle, leur beauté architecturale et leurs lieux de loisirs[réf. nécessaire].
En 2002, San Miguel de Allende a été ajoutée à la liste des Pueblos Mágicos (Villes Magiques du Mexique), mais a abandonné cette distinction depuis que la ville a été déclarée Patrimoine de l'Humanité par l'UNESCO en 2008.